# Giải bóng đá hạng nhất quốc gia Bỉ 1906–07
Đây là thống kê của Giải bóng đá hạng nhất quốc gia Bỉ mùa giải 1906-07.

## Tổng quan
Giải có sự tham gia của 10 đội, và Union Saint-Gilloise giành chức vô địch.

## Bảng xếp hạng
| Vị thứ | Đội bóng                  | St | T  | H | B  | BT | BB | Đ  | HS  | Ghi chú                       |
| ------ | ------------------------- | -- | -- | - | -- | -- | -- | -- | --- | ----------------------------- |
| 1      | Union Saint-Gilloise      | 18 | 17 | 0 | 1  | 71 | 13 | 34 | +58 |                               |
| 2      | Racing Club de Bruxelles  | 18 | 11 | 3 | 4  | 63 | 25 | 25 | +38 |                               |
| 3      | F.C. Brugeois             | 18 | 11 | 2 | 5  | 36 | 21 | 24 | +15 |                               |
| 4      | Daring Club de Bruxelles  | 18 | 10 | 3 | 5  | 47 | 18 | 23 | +29 |                               |
| 5      | Antwerp F.C.              | 18 | 9  | 2 | 7  | 44 | 22 | 20 | +22 |                               |
| 6      | C.S. Brugeois             | 18 | 7  | 3 | 8  | 32 | 33 | 17 | -1  |                               |
| 7      | Léopold Club de Bruxelles | 18 | 5  | 1 | 12 | 23 | 52 | 11 | -29 |                               |
| 8      | S.C. Courtraisien         | 18 | 4  | 2 | 12 | 29 | 61 | 10 | -32 |                               |
| 9      | F.C. Liégeois             | 18 | 5  | 0 | 13 | 25 | 65 | 10 | -40 |                               |
| 10     | C.S. Verviétois           | 18 | 3  | 0 | 15 | 32 | 77 | 6  | -45 | Xuống hạng Promotion Division |